# Regimiento de Infantería «Burgos» n.º 36

Escudo del Regimiento de Caballería “España” N.º 11, RC-11, incorporando elementos del correspondiente a este Regimiento.

El Regimiento de Infantería "Burgos" n.º 36, apodado El Sol, fue  un regimiento de infantería del Ejército de Tierra de España, creado en  1694 como Tercio Provincial Nuevo de Burgos. Disuelto en 1965, el historial pasa al San Quintín n.º 32.

## Escudo de armas
En campo de azur, un sol radiante de oro, bordura de gules cargada de leyenda «Civitas Solis Vocabitur Una», traducido del latín: Una sola será llamada ciudad del sol, en oro.
Veneró inicialmente como patrono al Santo Cristo de Burgos, hasta que en 1781 adoptó a la Virgen del Carmen.

## Historial

Escudo de la ciudad de Écija.

Fue creado en el año 1694 en la ciudad de Burgos con la denominación de Tercio Provincial Nuevo de Burgos, siendo su primer Jefe el Maestre de Campo José Vélez de Guevara.
En el año 1704 adopta la estructura de regimiento, para más adelante, en 1707, perder la denominación de Provincial y quedar constituido como Regimiento de Infantería "Burgos" n.º 22. A lo largo de su historia cambió de numeral en varias ocasiones.
En 1808 se encontraba conformado por tres batallones, el primero en Los Santos y el segundo y tercero en Cádiz, habiendo quedado estos últimos a cuadro y siendo transferidos sus hombres al primero, conformando un total de 70 jefes y oficiales y 4264 soldados de tropa. Tras el levantamiento del dos de mayo en Madrid y el inicio de la Guerra de Independencia el regimiento pasó a servir en el Ejército de Andalucía del General Castaños, teniendo una acción destacada en la victoria de Bailén. Posteriormente combatieron en la batalla de Tudela, perdiendo su bandera Coronela, y nuevamente en Bubierca, cubriendo la retirada del derrotado ejército, donde un batallón resultó copado. Combatiría nuevamente al año siguiente en Uclés y Ocaña. En 1813 sufre un duro castigo en la batalla de Yecla. 
En 1815 fue destinado a Ultramar, pasando a denominarse Segundo Regimiento de Burgos. Mientras se creó en Ciudad Rodrigo un nuevo regimiento con la denominación de Regimiento de Infantería "Burgos" n.º 21.

## Ultramar

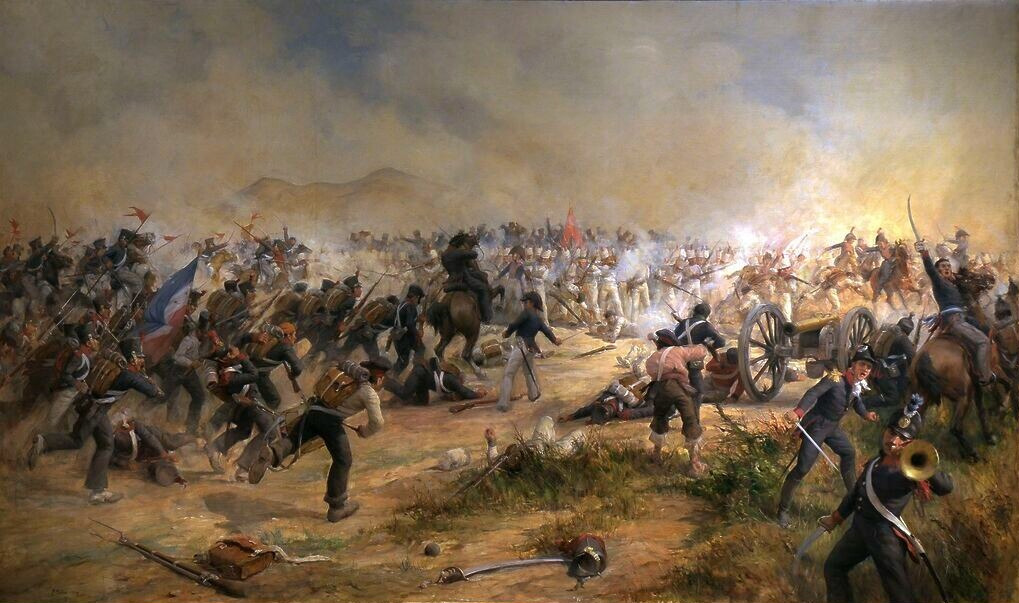
Resistencia del batallón Burgos ante las cargas de los insurgentes.

El regimiento formado por dos batallones es destinado a América en 1817. El primer batallón parte al Pacífico vía cabo de Hornos. El segundo batallón parte a Costa Firme. 
En el Perú forma parte de la expedición contra Chile.  Durante la Guerra de la Independencia de Chile toma parte en la Batalla de Cancha Rayada (1818), encuadrado en el Ejército Realista al mando del General Mariano Osorio participa en la derrota de la Batalla de Maipú donde el primer batallón sufrió un grave castigo. Éste, cubriendo en cuadro la retirada del Ejérctio Realista, se reivindicó ante sus oponentes al grito de:

"Aquí está el Burgos. Dieciocho batallas ganadas, ninguna perdida"

Reembarca en Talcahuano y se reorganiza en el puerto de Huacho (Lima) con gente del país de castas de color.  Tras la retirada de Lima se recompone en el Cuzco con naturales de Cochabamba. El primer batallón participa en las importantes victorias de Torata y Moquegua y la derrota final de Ayacucho en 1824. Los 65 españoles supervivientes reembarcan a la península ibérica.
El segundo en Venezuela participa en el asalto de la Isla Margarita, Batalla de Carabobo (1821), Batalla naval del Lago de Maracaibo y Sitio de Puerto Cabello (1822) y otras diversas acciones. Finalmente sus restos reembarcan para La Habana.

### Península ibérica
En 1823 esta unidad fue reorganizada en dos batallones con los nombres de Batallón de Infantería n.º 41 y "Batallón de Infantería n.º 42 hasta su disolución.
Fue creado de nuevo en 1847 en Badajoz con la denominación de "Regimiento de Infantería Burgos n.º 36", bajo la cual intervino en varios conflictos y en la formación de batallones expedicionarios a Cuba y Filipinas. Actuó en las guerras de África y en el año 1931 se refunde en León con el "Regimiento Órdenes Militares n.º 77", junto con el que forma el "Regimiento de Infantería n.º 36 ", que queda integrado en la VI División Orgánica.

### Guerra Civil Española
Esta unidad toma parte dentro del bando sublevado en las acciones del valle del Cinca, Cinqueta, liberación de Oviedo, Batalla del Ebro, Campaña de Cataluña y Altos de León.

## Recompensas más destacadas
- Escudo de distinción de Torralba (1809)
- Cruz de distinción de Almonacid (1809)
- Cruz de la Fuga de Portugal (1808)
- Cruz de Distinción de Bubierca (1809)
- Cruz de Distinción de Moquegua (1823)
- Seis Medalla Militares Colectivas al 1.º, 2.º, 4.º, 5.º, 9.º Batallones y sección de ametralladoras del Regimiento, por sus acciones durante la Guerra Civil de 1936-1939.